# 鉛色油鰻
鉛色油鰻為輻鰭魚綱鰻鱺目糯鰻亞目蛇鰻科的其中一種，分布於東大西洋區，從塞內加爾至安哥拉；西大西洋區，從蘇利南至巴西北部海域，棲息深度可達186公尺，本魚體灰色，具有黑色小斑點，體長可達46.5公分，棲息在沙泥底質的海灣、河口區，屬肉食性，生活習性不明。

## 擴展閱讀
維基物種上的相關：鉛色油鰻